# Transactions à haute fréquence
 (mai 2020).
Pour les articles homonymes, voir HFT et fréquence (homonymie).
Les transactions à haute fréquence, ou trading haute fréquence (THF ou HFT, de l'anglais high-frequency trading ou encore nano trading), sont l'exécution à grande vitesse de transactions financières faites par des algorithmes informatiques. C'est une des catégories du « trading automatique » (basé sur la décision statistique), qui gère de plus en plus les données boursières à la manière d'un big data devenu inaccessible aux analyses humaine et bancaire traditionnelles.
Ces opérateurs virtuels de marché peuvent ainsi exécuter des opérations sur les marchés financiers — les bourses ou des marchés de gré à gré — en quelques microsecondes. Alors que la vitesse de transaction du THF était encore de 20 millisecondes à la fin de la décennie 2000, elle est passée à 0,113 millisecondes en 2011,.
Cette pratique récente est devenue dominante vers 2005 aux États-Unis puis structurante dans le système boursier international (en quelques années), en posant de nouveaux problèmes réglementaires et éthiques. Elle semble présenter certains avantages financiers (elle aurait, selon une analyse statistique ayant porté sur la période 2003-2011 par Cumming et al., un effet plutôt plus efficace que les règles boursières sur les pratiques courantes de manipulations de prix lors de la clôture de fin de journée) mais pourrait aussi favoriser le transfert d'une partie des activités de la finance de marchés éclairés et plus transparents vers des pratiques de type dark pools.
Pour fonctionner, le THF nécessite le déploiement d'infrastructures permettant une rapidité extrême des télécommunications. À cet effet, les sociétés de THF ont investi massivement dans des réseaux de fibre optique et d'antennes à micro-ondes, reliant notamment Chicago à New York, ou Londres à Francfort, réutilisant parfois d'anciennes antennes militaires ou de télécommunications, voire des bâtiments civils,. Dans certains cas, les sociétés font construire de nouvelles antennes, comme au signal de Botrange, le point culminant de la Belgique.

## Fonctionnement général
Les teneurs de marchés, comme Euronext, vont confronter les ordres du carnet à un rythme donné : en d'autres termes, il y a un laps de temps entre les ordres d'achats et de vente et leur exécution par les intermédiaires teneurs de marchés. Le but des THF est donc de s'intercaler dans ce laps de temps pour appliquer une stratégie gagnante complexe d'ordres de vente et d'achat. Pour pouvoir s'exécuter très rapidement, les THF doivent d'une part essayer de deviner la nature de ces ordres (puisque le carnet d'ordres d'une bourse est privé), et d'autre part ont souvent besoin d'une infrastructure particulière dites à faible latence ou lag et d'une programmation en temps réel,. La course à la vitesse se justifie lorsqu'une anomalie de marché est détectée par un grand nombre de traders haute fréquence. Dans ce cas, l'algorithme le plus rapide génère alors un profit.
Un algorithme de THF se décompose souvent en trois tâches :
La première a pour objectif d'analyser le carnet d'ordres existant pour alimenter en informations les deux autres tâches.
La seconde tâche a pour rôle de servir les ordres d'un faible volume de titres qui arrivent dans le carnet pour profiter de l'écart entre l'offre et la demande. Elle va servir les ordres d'achat au cours le plus haut possible et va servir les ordres de vente au cours le plus bas possible. Cette stratégie de très courte durée (quelques dizaines de secondes tout au plus), appelée scalping, profite des micro-anomalies de cours pour engranger une petite plus-value. Les THF ne donnent de résultat significatif que si elles sont pratiquées à grande échelle, puisque les bénéfices se comptent en centimes par transaction. Cette technique est aussi utilisée par les traders réels.
La troisième tâche a pour rôle la tenue d'une tendance haussière ou baissière en organisant le carnet d'ordre dans le sens voulu. Les volumes deviennent alors très importants, alors que le solde en nombre de titres accumulés par le THF est toujours assez faible. Ainsi, cette tâche, avec un carnet d'ordre plutôt baissier, va accentuer le phénomène en vendant avant les vendeurs réels et en se rachetant plus bas qu'eux. Pouvant même inverser la tendance durant un court laps de temps, si la présence d'ordres stop est importante, afin de les faire sauter et, par la même occasion, de nettoyer les positions des petits intervenants. Tout ceci dans un laps de temps de l'ordre d'une dizaine de minutes. Cette stratégie est appelée le swing trading.
Il existe de nombreuses variantes et de stratégies différentes, en particulier quand plusieurs professionnels se confrontent via des ordres de bourse de type iceberg.
Comme les stratégies THF sont de plus en plus utilisées, il devient de plus en plus difficile pour le THF d'être rentable. Les bénéfices provenant de THF aux États-Unis ont diminué à partir d'un pic d'environ 5 milliards de dollars en 2009, à environ 1,25 milliard de dollars en 2012.
En dehors des grandes banques et de certains hedge funds, les principaux acteurs du THF sont : KCG, Virtu Financial, Hudson River Trading (en), Sun Trading, Jump Trading, Tower Research Capital, Tradebot Systems, XR Trading, DRW Trading.

## Critiques
Michael Lewis dans son ouvrage Flash Boys: A Wall Street Revolt écrit que la conséquence de ce trading est que « les marchés sont truqués ». Une déclaration qui fera d'ailleurs réagir Mary Schapiro, présidente à l'époque (2014) de la Securities and Exchange Commission.
Jean-François Gayraud, quant à lui, adresse trois critiques principales à cette forme de trading : 
- il opère une taxe invisible sur les investisseurs sains guidés par l'économie réelle qui fuient le marché ;
- Il rend les marchés toujours plus instables ;
- Il est très coûteux et stérilise de nombreuses ressources qui pourraient être utilisées ailleurs[21].

## Pratiques relevant de la manipulation de marché

### Quote stuffing
Il s'agit d'une technique consistant à bourrer la cotation d'ordres complètement inutiles afin de forcer la concurrence à analyser ces milliers d'ordres et donc à les ralentir. Ces ordres seront ignorés par le système qui les émet, et de toute façon ne seront pas exécutés car en dehors des meilleurs couples achats / ventes. Cela peut donner un avantage, là où chaque milliseconde compte,.

### Layering
L'accès au carnet d'ordre et à son analyse dans un temps très court permet cette stratégie. Par exemple, si l'on veut vendre un paquet d'action le plus haut possible, on va placer une série d'ordres d'achat jusqu'à un palier et de créer ainsi des couches (layers) d'ordres. Une fois ce palier atteint, la stratégie consiste à vendre massivement et dans le même temps à annuler tous les ordres d'achats restant que l'on a placés. Elle repose sur l'espoir d'un remplissage du carnet d'ordre à l'achat par les autres intervenants venant combler l'écart, puis de les surprendre en inversant la tendance.

### Spoofing
Cette technique ressemble très fortement au layering, sauf qu'il n'y a pas d'exécution d'ordre. Le but est de charger le carnet dans un sens ou dans l'autre, puis de retirer ses ordres avant exécution. La stratégie est d'attirer le marché en gonflant le volume du carnet d'ordre, sans aucune réalité économique derrière.

### Cancelling
Cette technique qui est souvent la conséquence des techniques précédentes, consiste à annuler un très grand nombre d'ordres dans l'espoir de manipuler le marché, seulement une faible proportion des ordres étant effectivement exécutés. Il ne serait exécuté que 1 à 5% d'après l'AMF.

## Contrôles réglementaires
Plusieurs affaires récentes ayant montré que certaines techniques de manipulation de marché pouvaient être obtenues, comme les techniques de « quote stuffing », « layering » ou « spoofing ».
Jean-Pierre Jouyet, président de l'AMF, a estimé le 5 octobre 2011 « qu’il était quasiment impossible de démontrer d’éventuelles manipulations de cours liées au high-frequency trading (HFT) du fait de sa structure opaque et des manques de données durablement exploitables via le carnet d’ordres ».
Un amendement visant à taxer les transactions haute fréquence a été voté par le Sénat français le 18 novembre 2011, puis rejeté par Valérie Pécresse en tant que représentante du gouvernement français Fillon.
Le 4 novembre 2015, l'AMF sanctionne plusieurs acteurs du marché du trading haute fréquence dont Euronext qui aurait donné un avantage commercial à l'opérateur américain Virtu Financial.

## Dans le monde
85 % des principales bourses mondiales sont désormais des marchés à ordre limité entièrement électronique sans lieu d'échange physique (Jain, 2005)[source insuffisante] : le THF représente 90 % des ordres et 40 % du volume des transactions (depuis 2009, ces chiffres ont été multipliés par trois en 3 ans sur l’Euronext).
Les profits générés par le THF étaient estimés à 21 milliards de dollars en 2009.

### Amérique du Nord
En juillet 2009, les transactions à haute fréquence généreraient 73 % du volume de négociation d'actions sur les marchés des États-Unis. Des résultats similaires ont été obtenus dans les études empiriques sur le NASDAQ (Brogaard, 2010) et le Forex (Chaboud et al., 2011).
En juillet 2011, le temps moyen de détention d'une action américaine est estimé à 22 secondes.
À elle seule, la bourse de New York génère environ le tiers des transactions boursières mondiales.
En janvier 2012, IBM obtient un brevet américain pour l'estimation de la volatilité des transactions à haute fréquence.

### Europe
Le THF représentait en novembre 2010 environ 35 % des échanges boursiers en Europe.
Un an après (novembre 2011) ce sont 90 % des ordres envoyés sur le marché actions et environ 30 % des transactions qui l'étaient.
Sur le marché des actions du CAC 40, les principaux spécialistes du trading à haute vitesse (Citadel LLC, Global Electronic Trading Company et Knight Capital Group) sont américains ; ils passent la moitié des ordres.
Le THF fait naître de nouveaux types de risques:
- une difficulté croissante de contrôle humain des opérations (voir l'arnaque au fisc à l'échelle européenne via le THF révélée dans l'affaire des CumEx Files) ;
- une vulnérabilité aux pannes informatiques (éventuellement causée par un afflux de transactions ou de requêtes de cotations) (depuis 2005-2010, quelques dizaines de millisecondes de retard sur un ordre de vente ou d'achat sont considérées comme critiques[5]) ;
- un risque de défaut de conception ou d'erreur de spécification ou de codage d'algorithme, qui pourrait induire un mouvement boursier aberrant, comme cela s'est passé lors du Flash Crash de 2010 ou lors de la quasi-faillite de Knight Capital Group le 1er août 2012[39].

## Impact des transactions à haute fréquence sur la volatilité
Pascal Quiry et Yann le Fur ne statuent pas sur un éventuel impact du HFT sur la volatilité, en l'absence de données publiées. Henri Arman, Gaël Giraud, Dominique Guégan et Rémy Léger envisagent que le recours au HFT serait motivé par le souhait des opérateurs majeurs d'augmenter la volatilité des marchés. Le flash-crash du 6 mai 2010 (baisse du Dow Jones Industrial Average de 9,2 % en 10 minutes) serait dû (ou aurait été amplifié suivant certaines explications) aux algorithmes des opérateurs de HFT.